# Gmina Biały Dunajec
Die Gmina Biały Dunajec ist eine Landgemeinde im Powiat Tatrzański der Woiwodschaft Kleinpolen in Polen. Ihr Sitz ist das gleichnamige Dorf mit etwa 4200 Einwohnern.
Die Gemeinde liegt in der historischen Region Podhale. Zu den Gewässern gehört der Biały Dunajec.

## Gliederung
Zur Landgemeinde (gmina wiejska) Biały Dunajec gehören folgende Dörfer mit einem Schulzenamt (sołectwo):
Biały Dunajec, Gliczarów Dolny, Gliczarów Górny, Sierockie und Leszczyny.

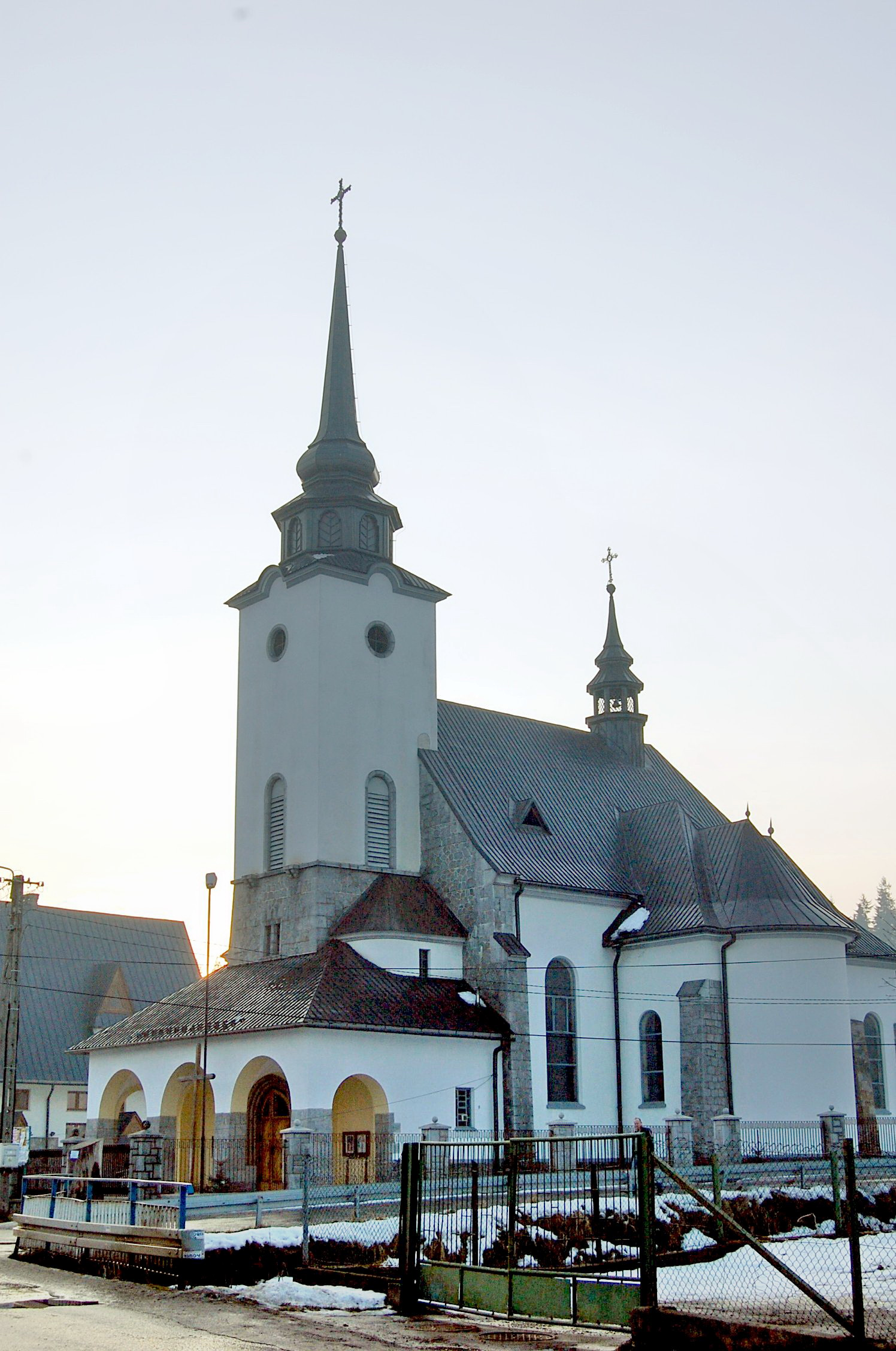
Marienkirche in Biały Dunajec